# Nipponophyllum antarcticum
Nipponophyllum antarcticum är en ringmaskart som beskrevs av Hartman 1978. Nipponophyllum antarcticum ingår i släktet Nipponophyllum och familjen Phyllodocidae. Inga underarter finns listade i Catalogue of Life.